# Barjora
Barjora är en ort i Indien.   Den ligger i distriktet Bānkurā och delstaten Västbengalen, i den östra delen av landet, 1 200 km sydost om huvudstaden New Delhi. Barjora ligger 81 meter över havet och antalet invånare är 12 294.
Terrängen runt Barjora är platt. Runt Barjora är det tätbefolkat, med 493 invånare per kvadratkilometer. Närmaste större samhälle är Durgapur, 10,0 km norr om Barjora. Trakten runt Barjora består till största delen av jordbruksmark.